# Arqueologia pré-histórica
A arqueologia pré-histórica é o ramo de estudos da Arqueologia, especializado nas civilizações sem a arte de escrever.